# Der Gottkaiser des Wüstenplaneten
Der Gottkaiser des Wüstenplaneten (Original: God Emperor of Dune) ist der vierte Band aus dem Dune-Zyklus von Frank Herbert, der im Original 1981 veröffentlicht wurde.

## Inhalt

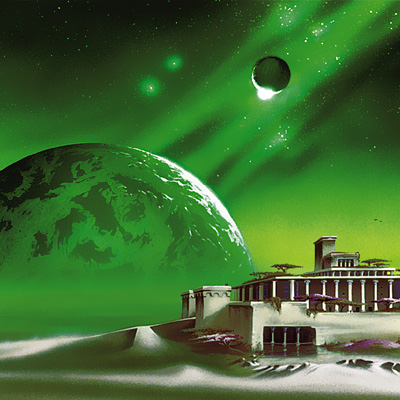
Titelbild Der Gottkaiser des Wüstenplaneten Heyne Mai 2001; Gemälde von Frank Lewecke

Der vierte Roman der Serie spielt ca. 3500 Jahre nach der Regierungsübernahme von Leto II., dem Sohn des Paul Atreides (Muad’Dib). Leto II. ist eine Symbiose mit den Sandforellen eingegangen und inzwischen ein Hybridwesen, halb Mensch, halb Wurm. Dieses Opfer seiner Menschlichkeit bringt er, um Zeit für die nötigen Entwicklungen und Veränderungen zu gewinnen, die den Untergang der Menschheit verhindern sollen. Er bezeichnet seine Jahrtausende währende Tyrannei als „Letos Goldenen Pfad“. Dieser sogenannte „Goldene Frieden“ ist eine der Menschheit aufgezwungene Epoche der Stagnation und relativer Gewaltlosigkeit und umfasst das gesamte menschliche Universum. Ziel des Goldenen Friedens ist es, die Menschen auf die kommenden Ereignisse vorzubereiten und ihre Sehnsucht nach Expansion und Weiterentwicklung zu schüren.
Siona Atreides, der jüngste Spross der Atreides-Linie und Tochter von Moneo Atreides (Letos Majordomus und Chefadjutant), ist Anführerin der aktuellen Rebellion gegen den Tyrannen. Sie dringt in Letos Zitadelle ein und entwendet die  Baupläne sowie einen Band mit Tagebucheinträgen des Gottkaisers, die später als die Gestohlenen Journale bekannt werden. Der Diebstahl gelingt ihr trotz (oder gerade wegen) der Voraussicht des Gottkaisers, dessen Absicht es ist, den Menschen Einsicht in seine Gedanken und Ziele zu gewähren. Speziell Siona ist von ihm dazu auserwählt, seinem Goldenen Pfad zu dienen und ihn zu vervollkommnen.
Ein weiterer Ghola von Duncan Idaho lehnt sich gegen Leto II. auf, was ihn das Leben kostet. Die Bene Tleilax schicken sofortigen Ersatz. Der neue Duncan-Ghola verhält sich wie seine Vorgänger: Er hat zwar Probleme, sich an die veränderten Gegebenheiten in Letos Imperium anzupassen, steht jedoch weiterhin loyal zu den Atreides und wird zum neuen Kommandanten der Fischredner-Garde ernannt. Danach mehren sich seine Zweifel an Letos ehrenhaften Motiven.
Ix schickt eine neue Botschafterin, Hwi Noree. Sie ist eine derart perfekte Verkörperung von allem, was der Gottkaiser schätzt und anstrebt, dass er sich unweigerlich in sie verliebt und um ihre Hand anhält. Duncan ist von ihr ebenfalls sehr angetan und die beiden verbringen, gegen den Willen des Gottkaisers, eine leidenschaftliche Nacht miteinander. Hwi erklärt Duncan, dass es bei dieser einen Nacht bleibe, da sie den Gottkaiser heiraten werde. Es kommt zu weiteren Spannungen zwischen Leto II. und Duncan.
Siona wird von Leto II. einer lebensgefährlichen Prüfung unterzogen, mit der er sie auf die Seite des Goldenen Pfades zieht. Nun akzeptiert Siona zwar den Goldenen Pfad als Notwendigkeit für das Überleben der Menschheit, ihr Ziel bleibt jedoch weiterhin, den Gottkaiser zu stürzen.
Leto II. entscheidet kurzfristig die Hochzeitsfeierlichkeiten ins abgelegene Museumsfremendorf Tuono zu verlegen, wo Duncan und Siona untergebracht worden sind, damit sie ebendiese Feier nicht stören. Als die beiden das erfahren, hecken sie einen Plan aus, um Leto II. zu vernichten. Seine Schwachstelle ist die Aversion des Wurms gegen Wasser. Als der Gottkaiser mit seinem Wagen den Idaho-Fluss überquert, zerstört Nayla, Sionas untergebene Fischrednerin, die Brücke mit einer Lasgun. Leto, Hwi Noree und Moneo stürzen in den Tod.
Letos Körper zerfällt im Wasser des Flusses und die so entstehenden Sandforellen bilden die Grundlage für die Wiedergeburt des Wüstenplaneten und der Sandwürmer.

## Handlungstragende Figuren und Gruppen
- Leto II., der Gottkaiser, seit 3500 Jahren Regent des Imperiums, Hybridwesen, halb Mensch, halb Sandwurm
- Moneo, ein Atreides Nachfahre, Majordomus des Gottkaisers
- Duncan Idaho, ein Ghola, alter Kampfgefährte der Atreides verübt das tödliche Attentat auf Leto
- Siona, Tochter von Moneo, zunächst Rebellin, dann Kommandantin der Fischredner
- Nayla, eine Fischredner, geheime Beauftragte des Gottkaisers, einzige Untergebene Sionas, stellt sicher, dass das Attentat auf Leto durchgeführt wird.
- Hwi Noree, ixianische Gesandte, spätere Braut Letos
- Malky, Onkel und genetisches Pendant von Hwi Noree, Ex-Gesandter der Ixianer, Entwickler des Hwi-Projekts
- Anteac, Ehrwürdige Mutter der Bene Gesserit, spürt im Auftrag Letos den Nichtraum auf, wo Malky sich verbirgt.
- Fischredner, die Frauenarmee des Gottkaisers
- Bene Geserrit, ein Schwestern-Orden
- Tleilaxu, spezialisiert auf Genmanipulation, Hersteller der Duncan-Idaho-Gholas
- Ixianer, Erfinder und Hightech-Produzenten

## Rahmenhandlung

### Religion
Im Vergleich zur ersten Trilogie spielt im vierten Band praktizierte Religion eine erstaunlich geringe Rolle. Nichts ist mehr übrig von den islamisch inspirierten Glaubenssätzen. Es wird zwar viel über die Rolle der Religion in der Menschheitsgeschichte philosophiert, es existiert auch eine Staatskirche, in der Hauptsache aber wird einfach geglaubt – und zwar an den Gottkaiser. Die reale Präsenz eines mit gottähnlichen Fähigkeiten ausgestatteten Wesens macht etwas anderes als pragmatischen Monotheismus unmöglich.
Hauptträger dieses Glaubens sind die Fischredner. Ihnen gesteht Leto nur ein einziges Ritual zu, Siaynoq, das Große Einssein, das allerdings nur alle zehn Jahre stattfindet. Die Zeremonie enthält Anklänge an die christliche Eucharistie (eine Oblate wird geteilt), aber auch auf die Religion Muad’Dibs (sein Crysmesser wird den Versammelten vorgezeigt) bezieht sie sich. Im Kern jedoch geht es um eine hochemotionale Liebes- und Loyalitätserklärung, die abgegeben wird – vom Gottkaiser genauso wie von seinen Fischrednern. Er nennt sie „meine einzigen Bräute“.
Als mit Hwi, der neuen ixianischen Botschafterin, eine tatsächliche Braut auftaucht, die noch dazu kein Fischredner ist, kommt es zu ersten Brüchen in der innigen Beziehung des Gottkaisers zu seiner Frauenarmee.
Mit Letos Tod endet der pragmatische Monotheismus in einer letzten großen Geste. Der sich opfernde Gott ist ein oft genutztes Motiv in der Theologie. Das Bewusstsein des Gottkaisers löst sich in Millionen Sandforellen auf und legt damit bereits den Kern für eine nächste Religion – Shai-Hulud, der zerlegte Gott, erwartet die Gläubigen.

### Technologische Entwicklung
Waffentechnologisch ist die Ära des Gottkaisers nicht wesentlich weiter als das alte Imperium. Gipfel des Fortschritts sind Laserwaffen, sogenannte Lasguns. Ihr Einsatz bleibt offiziell der Fischredner-Garde vorbehalten.
Technologien, die nach Butlers Djihad verboten wurden, unterliegen nach wie vor einem Tabu. Inoffiziell fordert Leto II. jedoch von den Ixianern die Entwicklung höchst fragwürdiger Maschinen für seinen eigenen Gebrauch. Das gedankengesteuerte Diktiergerät, mit dem er seine Journale anfertigt, ist dafür das beste Beispiel. Er weiß um die Versuche, einen maschinellen Ersatz für die Navigatoren der Raumfahrergilde zu entwickeln, weiß aber auch, dass sie zu seinen Lebzeiten scheitern werden.
Höhepunkt der technologischen Forschung ist schließlich der Bau sogenannter Nicht-Räume. Das sind perfekt getarnte Räume, die ihre Existenz nicht nur vor energetischen Messungen, sondern auch vor der Hellsicht eines Mediums verbergen. Die ixianische Botschafterin Hwi Noree wurde in einem solchen Raum gezeugt, geboren und ausgebildet, um sie vor der Aufmerksamkeit des Gottkaisers zu verbergen. Wie man später erfährt, ist Letos Dar-Es-Balat, das Museum zur Erinnerung an die Geschichte von Arrakis, einer der ersten Nicht-Räume.
Nicht-Räume sind der erste Schritt auf dem Weg zur Entwicklung der Nicht-Schiffe, die in den folgenden Bänden der zweiten Trilogie eine maßgebliche Rolle spielen.

### Der Goldene Pfad – Die Neuschöpfung der Menschheit
Der Goldene Pfad ist ein komplexes Unterfangen, an dessen Ende das Überleben der Menschheit gesichert sein soll. Zur Umsetzung des Plans arbeitet der Gottkaiser an zwei zentralen Schaltstellen. Die gesellschaftliche Umstrukturierung und Disziplinierung geschieht mittels der Fischredner. Die individuelle genetische Optimierung folgt seinem speziellen Zuchtprogramm.
Allein die Tatsache, dass eine Frauenarmee die Ordnung in seinem Imperium aufrechterhält, ist eine Revolution. Er weist damit den Männern eine völlig neue und ungewohnte Rolle in der Gesellschaft zu.
An einer Stelle erklärt er: „Meine Houris zähmen die Männer. Sie domestizieren sie, und das ist eine Sache, mit der die Frauen sich notwendigerweise seit Äonen auskennen.“ (Leto II, Gottkaiser des Wüstenplaneten, S. 257)
Letztendlich kulminiert die gesellschaftliche Komponente des Goldenen Pfads in dem Satz: „Ich habe diese menschliche Gesellschaft geformt und über dreitausend Jahre damit verbracht, damit die gesamte Spezies endlich erwachsen wird.“ (ebenda)
Sein Zuchtprogramm dagegen ist eine ambivalente Angelegenheit. Ziel des Programms ist es, Menschen hervorzubringen, die vor Wesen wie ihm selbst, also Hellsehern und Propheten, geschützt sind. Sie tauchen auf dem Radar solcher Mächte nicht mehr auf und sind so vor Verfolgung sicher. Mit Siona hat er dieses Ziel erreicht, was dann prompt zum Tode, oder besser zur nächsten Seinsstufe, des Gottkaisers führt (der „Zerlegte Gott“). Eine Herrschaft wie die seine wird im Universum künftig unmöglich sein.

### Die 1000 Leben des Duncan Idaho
Genau genommen ist Duncan Idaho der „Held“ des gesamten Dune-Zyklus. Als einzige Figur taucht er in jedem Band auf, so dass man versucht ist, in ihm eine Art Alter Ego des Autors zu sehen.
Lediglich im ersten Band lernt der Leser den originalen Duncan Idaho kennen und schätzen. Danach folgt ein Ghola-Duplikat auf das nächste, bis im letzten Band eine Art Über-Ghola geschaffen wird, der die Erinnerungen an alle seine Existenzen in sich trägt.
„Sie sind eben ein älteres Modell“, mit dieser beleidigenden Klassifikation weist ihm der wütende Moneo seinen Platz im Universum des Gottkaisers zu.
Seine unbeirrbare Loyalität, aber auch sein Beharrungsvermögen auf den alten atreidischen Wertvorstellungen machen ihn für den Gottkaiser zu einem wichtigen Korrektiv. An ihm lässt sich messen, wie stark sich die Menschheit tatsächlich verändert hat. Er ist das Eichmaß für die Gesellschaft der Zukunft.
Innerhalb des Leto-Universums hat Duncan Idaho jedoch auch eine ganz praktische Aufgabe. Der Gottkaiser sieht in ihm einen neuen „Adam“. Zusammen mit Siona wird er den genetischen Grundstock für die neue unauffindbare Menschheit bilden.
Siehe auch: Figuren der Dune-Zyklen

### Die Fischredner
Siehe: Begriffe der Dune-Zyklen

### Die Bene Gesserit auf dem Goldenen Pfad
Eine Bemerkung des Gottkaisers, die er gegenüber Hwi Noree äußert, drückt wohl am klarsten seine Einstellung zur Schwesternschaft aus: „Die einzigen, deren vollständige Ausrottung ich je in Erwägung gezogen habe, waren die Bene Gesserit.... Sie sind dem was sie sein sollten so nah und doch so fern.“ (Leto II, der Gottkaiser des Wüstenplaneten, S. 266)
Er verabscheut ihre Art, Religionen zu missbrauchen, um Kulturen zu manipulieren. Er hasst ihre emotionale Kälte. Er verabscheut ihre Engstirnigkeit und die Selbstgefälligkeit, mit der sie sich zu definieren anmaßen, was Menschlichkeit ist.
Aus einem guten Teil Nostalgie, seiner Großmutter Jessica gegenüber, lässt er sie weiter existieren. Wichtiger aber ist ihre nützliche Notwendigkeit, die er am Ende seines Goldenen Pfades sieht. Folglich tut er, was er bei allen Gesellschaften, Kulturen und Religionen getan hat; er verändert sie so lange, bis sie sich schließlich, als williger Teil, seinem „Goldenen Pfad“ angepasst haben.
Sein Umgang mit der Schwesternschaft ist rüde bis grausam. Ihre lebensnotwendigen Melange-Rationen sind extrem knapp bemessen, was das Wachstum der Bene Gesserit deutlich beschränkt. Sie sind gerade noch in der Lage, ihre Sollstärke zu halten. Ihr Zuchtprogramm wird von den Fischrednern penibel überwacht und jeder verdächtig erscheinende Neugeborene gnadenlos ausradiert.
Auffällig ist, dass mit dem vierten Band, aber ebenso in den folgenden, die Ziele des Zuchtprogramms der Bene Gesserit nicht mehr erkennbar sind. Mit Paul Atreides, dem Kwisatz Haderach, war das Zuchtprogramm an sich an sein Ende gekommen. Es wird aber weiter gezüchtet. Worauf hin gezüchtet wird, ist unklar, nur ein zweiter Kwisatz Haderach muss unter allen Umständen vermieden werden.
Nach dem Tod des Gottkaisers übernehmen die Bene Gesserit, wie vorgesehen, auf vielen Gebieten seine Funktionen. Sie werden zur Ordnungsmacht des Imperiums und weiten ihre Rolle als Lehrer der Menschheit deutlich aus. Nichtsdestotrotz gilt er bei ihnen bis zuletzt als „der Tyrann“.
Siehe auch: Figuren der Dune-Zyklen

### Die Rolle von MAFEA und Landsraad
Da der Handel mit Melange nicht mehr stattfindet und damit ihr größter Profit und Einflussfaktor weggebrochen ist, haben sie sich auf gewöhnliches Handelsgut beschränkt. Die MAFEA ist, politisch unbedeutend, zu einer reinen intergalaktischen Handelsgesellschaft geschrumpft. Es ist allerdings nach wie vor durchaus profitabel, sich in dieser Organisation zu engagieren.
Der Landsraad, so er denn noch tagt, ist zum Debattierklub verkommen. Viele Große Häuser haben sich in den Jahren von Letos Herrschaft ruiniert. Wenn sie Glück hatten und genug MAFEA-Invests, war es ihnen gelungen, den Status von Kleinen Häusern zu halten – eine Entwicklung, die den egalitären Tendenzen in Letos Herrschaftsgebaren durchaus entgegenkam.

### Das Gewürzmonopol – hydraulischer Despotismus unter Leto II.
Am Ende des dritten Bands konzentrierte Leto II. sämtliche Gewürzvorräte des Imperiums auf Arrakis. Seine hellseherischen Fähigkeiten ermöglichten ihm das Aufspüren selbst der verstecktesten Verstecke. Seine Fischredner-Armee besorgte den Rest. Nachdem die, von den Fremen initiierte, ökologische Transformation abgeschlossen war und die Sandwürmer vernichtet hatte, besaß er das absolute Melange-Monopol. Jede politisch relevante Gruppierung, vielleicht abgesehen von den Tleilaxu, war abhängig vom Gewürz, und damit jetzt von Letos Wohlwollen.
Er selbst verteilte die versteckten Vorräte nach Quoten, die alle 10 Jahre, auf dem Siaynoq festgelegt wurden. Eine Senkung oder Steigerung der Gewürzrationen war grundsätzlich von politischem Wohlverhalten abhängig, manchmal aber auch pure Willkür.
Knausrigkeit mit dem Gewürz war jedoch seine Grundhaltung, und das mit Recht. Er hatte eine genaue Vorstellung davon, wie lange die letzten Reserven ausreichen mussten. Nach seinem Tod in 3500 Jahren würden noch 500 Jahre vergehen, bis die Sandforellen seines Körpers eine Retransformation von Arrakis zurück zu einem Wüstenplaneten vollbracht hätten. Erst dann würde es frische Melange geben, aber bis es so weit war, durften interstellarer Handel und Kommunikation nicht zum Erliegen kommen.
Nach des Gottkaisers Tod, als es den Tleilaxu gelungen war, Melange synthetisch und in großen Mengen in ihren Axolotl-Tanks herzustellen, war dieser Teil des Goldenen Pfades obsolet geworden.

### Letos Metamorphose zum Sandwurm und sein ewiges Leben
Ab dem dritten Band, als Leto seine Sandforellenhaut anlegt, beginnen die Sandforellen jede Zelle seines Körpers zu infiltrieren und mit ihnen zu verschmelzen. Diese Haut wirkt wie ein biologischer Destillanzug, der ihn vor Austrocknung und Hitze schützt und ihm die Möglichkeit gibt, durch den Sand zu gleiten wie ein Wurm.
Im vierten Band war er bereits ein fast ausgewachsener Wurm, ca. 7 m lang und ca. 2 m im Durchmesser. Wurmringe ragten unter seinem Körper heraus, er besaß noch seine Arme und Stummelbeine. Sein ursprünglich kindlicher Körper selbst machte ab dem Zeitpunkt der Metamorphose keine Veränderungen durch, sodass sein Gesicht innerhalb des späteren Wurmmauls eingebettet war. Zum Schutz vor Gefahr konnte er sein Gesicht in die Hülle des Wurms zurückziehen.
Von Anfang an war ihm bewusst, dass sein körperlicher Tod eine schwierige Angelegenheit sein wird. Er musste in der Nähe von Wasser sterben, damit die Sandforellen aktiviert würden. Siona und Duncan Idaho nutzen glücklicherweise die gebotene Gelegenheit zum Anschlag auf einer Brücke. Im Wasser des Flusses lösten sich die Sandforellen von ihm und breiteten sich aus. Nun würden sie anfangen sich zu vermehren und das Wasser des Planeten einzukapseln. Die ökologische Transformation begann von neuem. Wenn alles Wasser des Wüstenplaneten eingeschlossen war, konnten erneut Würmer entstehen. Jeder dieser Würmer trüge jedoch einen kleinen Teil von Letos Bewusstsein in sich. Jahrtausende, sprachlos eingekerkert in einem ewigen Traum, muss er dann warten, bis Sheeana erschiene, die ihn verstünde und der er gehorchen werde.

### Hwi Noree – die Braut des Gottkaisers
Hwi Noree ist ein Kunstprodukt. Sie ist ein reziproker Klon ihres Onkels Malky, des früheren Gesandten von Ix an Letos Hof. Sie wurde als erster Mensch in einem Nicht-Raum geboren. Sie erhielt eine umfassende  Ausbildung, unter anderem auch durch die Bene Gesserit, und bestand alle Prüfungen mit Auszeichnung.
Als neue Botschafterin von Ix ist ihr Auftrag, Leto II. emotional an sich zu binden. Die Ixianer, die um die emotionalen Schwächen des Gottkaisers wussten, begingen mit Hwi quasi ein Liebesattentat. Tatsächlich gelingt es auch. Allerdings war ihnen Hwis Persönlichkeit zu gut geraten. Fast umgehend sagte sie sich von Ix los, um den Gottkaiser zu heiraten. Auf der Fahrt zum Hochzeitsort wurde der Wagen, in dem sie mit Leto II. saß, angegriffen und beide starben.

### Die Ökologie von Arrakis
Der Wüstenplanet ist in diesem Band schon längst ein grüner Planet. Die Vegetation ist üppig und vielfältig. Es ziehen sich Flüsse durch die Landschaft und fließen in ein Meer. Eine satellitengestützte Wetterkontrolle wurde installiert, die Niederschlag und Temperatur regelt. Nur ein kleiner Bereich des Planeten, die Sareer, wurde für Letos persönliches Wohlbefinden, als Wüste belassen.

### Die Stellung der Fremen
Die Fremen sind in diesem Band nur noch ein Schatten ihrer selbst. Ohne die extremen Lebensbedingungen, die der Wüstenplanet bot, ist die der fremenitischen Kultur inhärente, eiserne Disziplin weder aufrechtzuerhalten noch zu rechtfertigen. Sie existieren eigentlich nur noch, weil der Befehl des Gottkaisers sie zu einem Dasein als Museumsfremen verdammt. Für die Touristen reproduzieren sie, auf sein Geheiß, die Lebensweisen und Traditionen ihrer Vorväter. Ihr Glaube an Muad’dib ist dem Glauben an den Gottkaiser gewichen. Die militärische Stärke des Imperiums liegt in Händen der Fischredner, die sich aus allen Kulturen rekrutieren.